# 야나라 아에도
야나라 카테리네 니콜레 아에도 무뇨스(스페인어: Yanara Katherine Nicole Aedo Muñoz, 1993년 8월 5일 ~ )는 칠레의 여자 축구 선수이다. 포지션은 공격수이며, 현재 스페인 프리메라 디비시온 페메니나의 발렌시아 CF 페메니노 소속으로 뛰고 있다.

## 클럽 경력
2011년부터 2014년까지 프리메라 디비시온 데 푸트볼 페메니노 데 칠레의 콜로-콜로 소속으로 뛰었으며 2015년에 미국 내셔널 위민스 사커 리그의 워싱턴 스피릿으로 이적했다. 리저브 팀 소속으로 활약했던 2015 시즌에서는 팀의 USL W리그 우승에 기여했다.
2016년 9월에는 스페인 프리메라 디비시온 페메니나의 발렌시아 CF 페메니노로 이적했지만 2017년 6월에 워싱턴 스피릿으로 복귀했고, 2018년 7월에 다시 발렌시아 CF 페메니노로 복귀했다.

## 국가대표 경력
트리니다드 토바고에서 개최된 2010년 FIFA U-17 여자 월드컵에 참가했으며 에콰도르에서 개최된 2010년 남미 여자 축구 선수권 대회에 참가하면서 칠레 여자 축구 국가대표팀 선수로 데뷔했다. 칠레가 준우승을 차지했던 2018년 코파 아메리카 페메니나에서는 3골을 기록했다.